# Paraergasilus medius
Paraergasilus medius is een eenoogkreeftjessoort uit de familie van de Ergasilidae. De wetenschappelijke naam van de soort is voor het eerst geldig gepubliceerd in 1956 door Yin.